# Tenovo
Tenovo (macedónul: Теново, albánul Tenova) település Észak-Macedóniában, a Pologi körzet Brvenicai járásában.

## Népesség
| Lakosok száma | 830  | 900  | 1081 | 1226 | 1426 | 268  | 1469 | 1602 | 1175 |
|               | 1948 | 1953 | 1961 | 1971 | 1981 | 1991 | 1994 | 2002 | 2021 |

2002-ben 1 602 lakosa volt, akik közül 1 391 albán, 210 macedón és 1 egyéb.